# Neynaber Chemie
Die Neynaber Chemie GmbH war ein deutsches Unternehmen zur Herstellung von Lebertran und wurde 1898 unter dem Namen Erste Deutsche Dampflebertranfabrik Oscar Neynaber & Co. KG gegründet.

## Geschichte

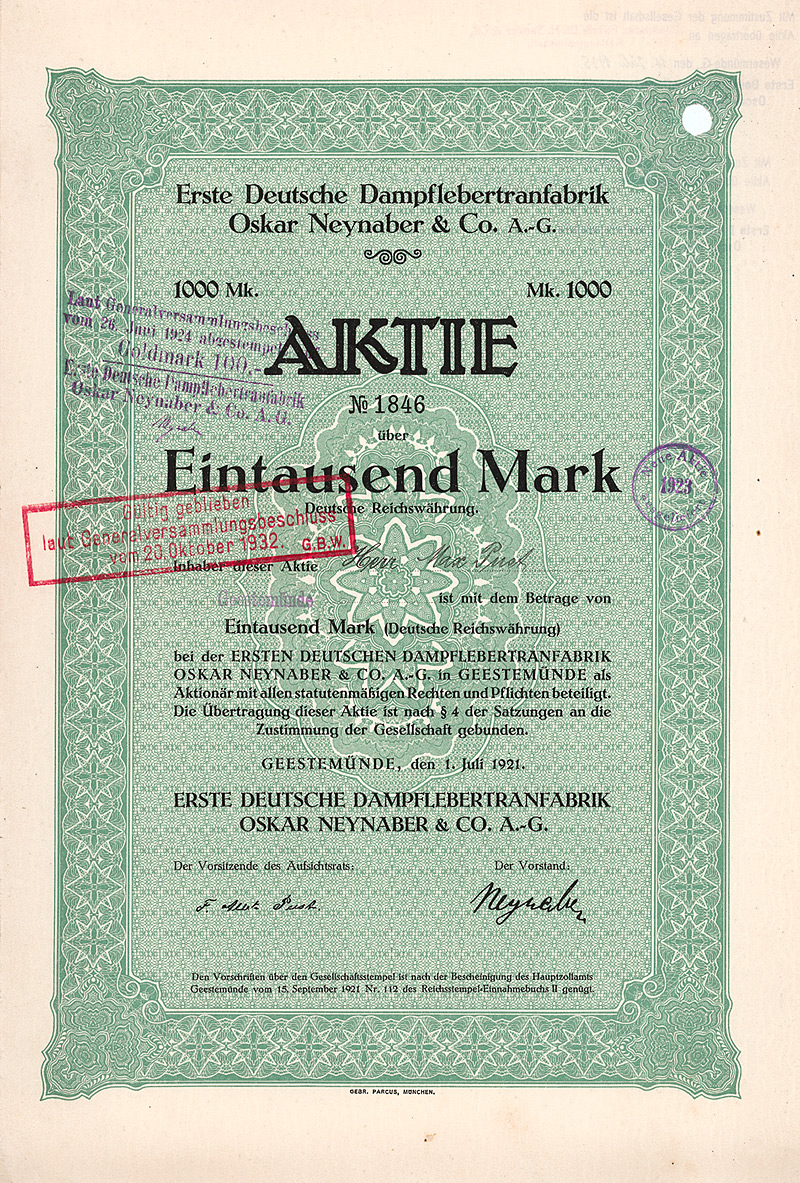
Aktie über 1000 Mark der Ersten Deutschen Lebertranfabrik Oskar Neynaber & Co AG vom 1. Juli 1921

Gegründet am 1. Januar 1898 als KG Erste Deutsche Dampflebertranfabrik Oscar Neynaber u. Co.; Im Jahr 1902 wurde der Sitz nach Loxstedt verlegt und firmierte als KG Oscar Neynaber & Co. durch Hinzutritt von 8 Fischdampfer-Reedern. Ab 20. Juni 1908 war Neynaber eine Aktiengesellschaft („Erste Deutsche Dampflebertranfabrik Oskar Neynaber & Co. AG, Geestemünde“), eingetragen am 8. Juli 1908. Nach 1908 bestand auch eine Beteiligung auf Gegenseitigkeit mit der J. Speneer Ltd. Comp. in Aberdeen, deren 25 % Beteiligung an dieser Gesellschaft im Dezember 1914 in London versteigert wurden; die Firma Speneer blieb aber Aktionär der Gesellschaft. Die Fabrik Loxstedt wurde 1923 auf 25 Jahre an die Deutschen Myrabola-Werke verpachtet: Nach deren Zusammenbruch 1929 wurde das Werk wieder in eigene Regie übernommen. Nach der Wiederaufnahme der Fabrik Loxstedt erfolgte 1929/30 der Aufbau einer Destillations- und Presse-Anlage für tierische Fette sowie einer Extraktion für technische Öle und Fette. Die Herstellung von Fischmehl wurde damals vorläufig aufgegeben. Großaktionär (1943): Dir. Oscar Neynaber, Wesermünde (35 %). Nach dem Zweiten Weltkrieg wurde die Firma als Neynaber Chemie GmbH mit Sitz in Loxstedt (Bremerhaven) weitergeführt. Ab 1968 gehörte die Firma zu Henkel und wurde 1999 mit der Gründung von Cognis Deutschland GmbH zunächst als 100%ige Henkel-Tochtergesellschaft ausgegliedert. 2001 wurde das Tochterunternehmen für 2,5 Milliarden Euro an drei ausländische Investoren verkauft: an den als Vermögensverwalter tätigen Fond Permira, an die Investmentbank Goldman Sachs und an den Finanzinvestor Schroder Ventures Life Sciences. Die Eigentümer hatten den Kauf stark durch Schulden finanziert und diese auf Cognis abgewälzt. Im Juni 2010 verkauften die bisherigen Eigentümer das Unternehmen an die Ludwigshafener BASF SE. Am 26. November 2011 brach auf dem Firmengelände in Loxstedt ein Großfeuer aus.

## Produkte
Zunächst stellte Neynaber medizinischen Lebertran (Medizinal Lebertran), Viehlebertran und technischen Tran her, später kamen Ölsäure (Olein), Starin, Destillatfettsäuren, Fettalkohole, Walrat, Rohglyzerin, Trennwachs und Trennöl für das Bäckereigewerbe hinzu. Die Hauptprodukte der heutigen Produktpalette sind Gleitmittel und Weichmacher für die Kunststoffindustrie auf Basis von nachwachsenden Rohstoffen. Chemisch gesehen handelt es sich bei den Produkten um Ester. Die Produktionstechnologie umfasst eine Veresterungsanlage und eine Sprühkristallisationsanlage. Diese dient zur Herstellung von rieselfähigen Pulvern.